# Seladoneule

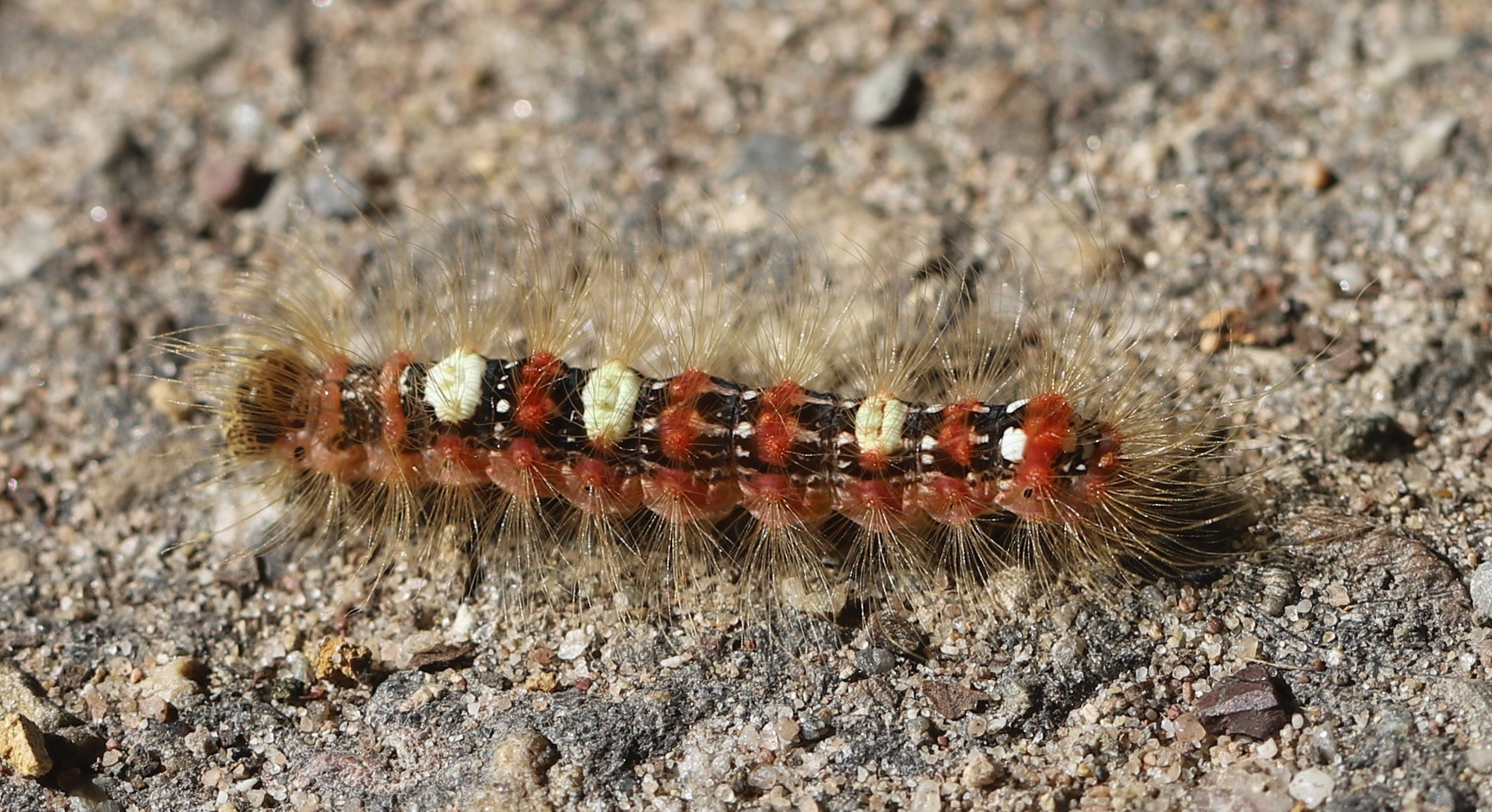
Raupe, Anfang Juli in der Schwetzinger Hardt

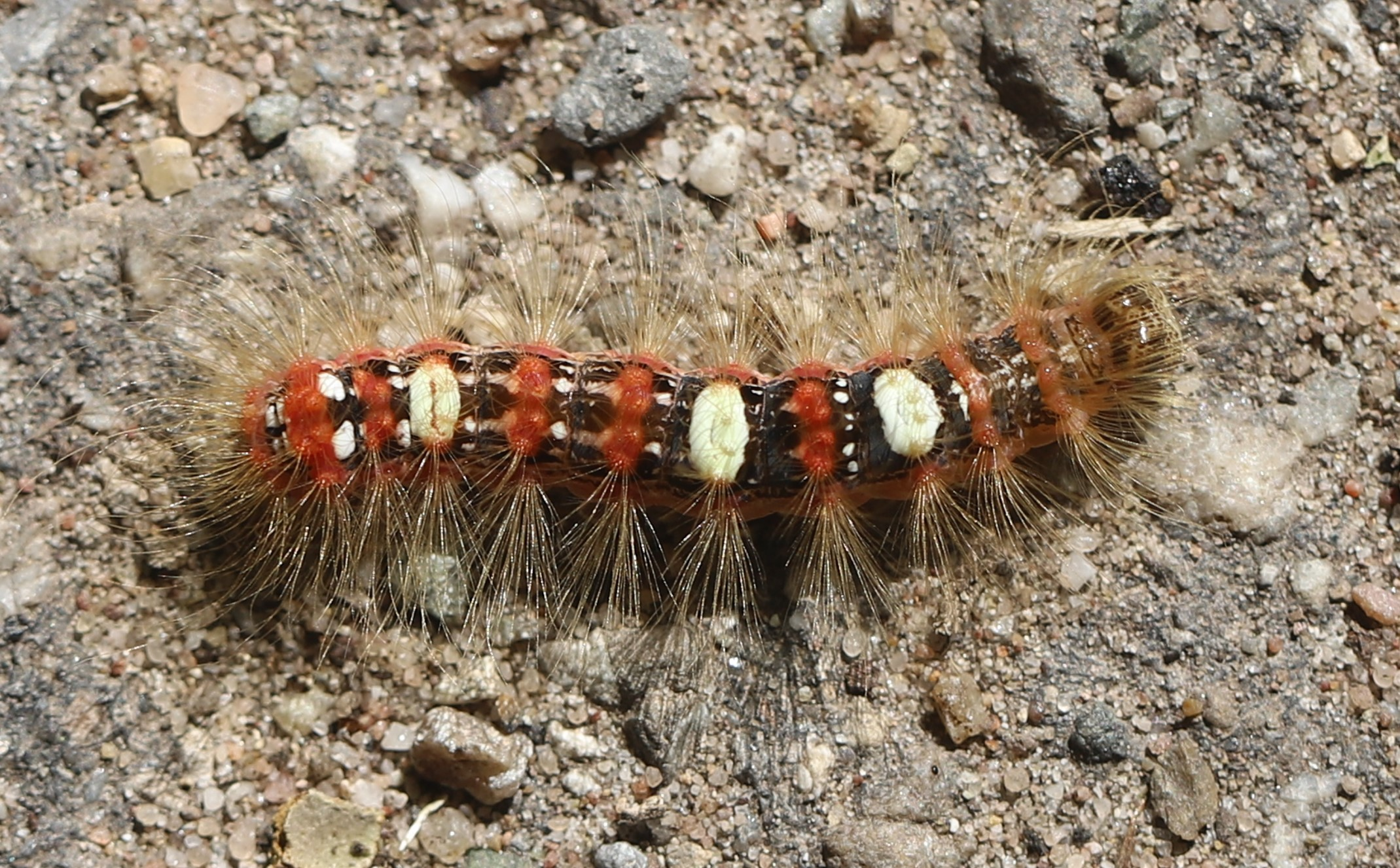
Raupe, Dorsalansicht

Die Seladoneule (Moma alpium), gelegentlich auch als Orioneule oder Orion-Eule bezeichnet, ist ein Schmetterling (Nachtfalter) aus der Familie der Eulenfalter (Noctuidae).

## Merkmale
Die Falter erreichen eine Flügelspannweite von 34 bis 42 Millimetern. Kopf und Thorax sind hellgrün gefärbt und mit schwarzen Flecken auf Patagium und Tegulae versehen. Die Grundfarbe der Vorderflügel ist seladongrün. Diese sind mit schwarzen Flecken ausgestattet, welche im Bereich von Basallinie, Mittelschatten und Wellenlinie konzentriert sind und die Querlinien nachzeichnen. Die Wellenlinie ist bei den meisten Exemplaren durchgehend entwickelt und nach außen hin dunkelgrün gesäumt. Die innere und äußere Querlinie sind dagegen nur durch einzelne, unregelmäßige Punkte angedeutet. Die Nieren- und Ringmakel sind in der Regel gut entwickelt und schwarz gefärbt. Die Hinterflügel sind grau und werden zu den Termen hin dunkler, mit einer undeutlichen Querlinie und deutlichem Diskalfleck. Die Unterseite spiegelt die Ornamentierung der Oberseite in etwa wider, ist jedoch weit weniger deutlich ausgebildet. Der Außensaum ist schwarz gepunktet.
Das Ei ist gelblich und am unteren Ende stark abgeflacht (halbkugelig). Die Oberfläche ist mit dünnen, gezackten Längsrippen bedeckt. In der Nähe der Mikropyle sind ein bis zwei sichelförmige rote Flecke ausgebildet.
Die Raupe ist in der Grundfarbe dunkelgrau bis fast schwarz. Das vierte, sechste und neunte Segment weist je einen weißen oder gelblichweißen Querwulst auf. Die restlichen Segmente sind mit dünneren, hellbraunen Querwülsten versehen. Die Rückenlinie ist als feine, meist mehr oder weniger unterbrochene Doppellinie ausgebildet. Die Nebenrückenlinien sind deutlich breiter, aber ebenfalls meist mehr oder weniger unterbrochen. Auf der Seite sind meist mehrere dünne Linien vorhanden. Die Raupen sind sehr stark behaart. Die weißlichen bis rötlichen, langen Haare stehen in Büscheln auf Warzen. Der mittig eingesenkte Kopf ist schwarz, rotbraun bis hellbraun.
Die Puppe ist eher gedrungen und rotbraun glänzend. Der Kremaster ist abgeflacht mit kreisförmig angeordneten, sehr kurzen, nach außen gebogenen Dornen. Die Männchen haben sechs Dornen, die Weibchen vier Dornen.

### Ähnliche Arten
Die Seladoneule ist der Grünen Eicheneule (Dichonia aprilina) in der Farbe sehr ähnlich. Diese fliegt jedoch erst im Herbst, so dass sich die Flugzeiten fast nie überschneiden. Die Zeichnung der Vorderflügel ist jedoch deutlich unterschiedlich. So ist zum Beispiel der Mittelschatten deutlich ausgebildet, während die Wellenlinie meist nur schwach gezeichnet ist.

## Geographische Verbreitung und Lebensraum
Die Seladoneule lebt von der Iberischen Halbinsel und Südengland im Westen über weite Teile von Mitteleuropa, die Balkanhalbinsel, Kleinasien, Russland, Weißrussland, die Ukraine, das Kaukasusgebiet durch Sibirien bis in den Fernen Osten (Russischer Ferner Osten, Nordchina, Japan, Korea). Im Norden reicht das Verbreitungsgebiet bis Südskandinavien und Mittelfinnland. Im Süden erstreckt es sich bis Nordspanien und Nordportugal, Norditalien (im Apennin bis weit nach Süden reichend) und Nordgriechenland.
Die Art ist zwar weit verbreitet, aber nirgends wirklich häufig. Sie bevorzugt Laub- und Mischwälder, Moore und Parklandschaften. In den Alpen kommt sie bis auf etwa 1000 Meter Höhe vor.

## Lebensweise
Die Seladoneule bildet eine Generation im Jahr, deren Falter von Mai bis Anfang August fliegen. Sie sind nachtaktiv und fliegen künstliche Lichtquellen an. Sie werden gelegentlich auch am Köder beobachtet. Die Raupen findet man von Juni bis September an den Blättern von Stieleiche (Quercus robur), aber auch anderen Arten von Erlen (Alnus), Birken (Betula), Hasel (Corylus), Hainbuchen (Carpinus), Pappeln (Populus), Mehlbeeren (Sorbus), Prunus (syn. Cerasus) und Weißdorne (Crataegus). Die Verpuppung erfolgt in einem festen Gespinst.
Die Puppe überwintert und überliegt oft mehrere Jahre.

## Gefährdung
Die Seladoneule ist in Deutschland eine Art der Vorwarnstufe. Allerdings sieht die Gefährdungssituation in den einzelnen Bundesländern recht unterschiedlich aus. In Hamburg ist sie verschollen oder ausgestorben. In Niedersachsen und Nordrhein-Westfalen gilt sie als stark gefährdet, in Brandenburg, Mecklenburg-Vorpommern, Sachsen und Sachsen-Anhalt ist sie gefährdet.